# Comtesse de Chambord
Pour l'épouse d'Henri d'Artois, voir Marie-Thérèse de Modène.
Comtesse de Chambord est une variété de poire.

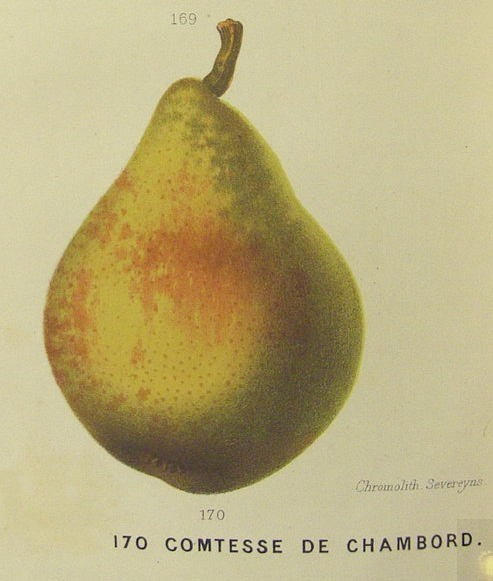
Comtesse de Chambord.

## Origine
D'après M. de Liron d'Airoles,  ce poirier « Comtesse de Chambord » est attribué au président Parigot, de Poitiers, Vienne. C'est une variété ancienne dont la première production a été obtenue en 1855.

## Description

### Arbre
Les rameaux sont de moyenne force, anguleux dans leur contour, légèrement flexueux, d'un vert jaunâtre, lenticelles blanchâtres, petites, peu nombreuses et peu apparentes.
Boutons à bois petits, courts, épatés, appliqués aux rameaux, soutenus sur des supports saillants dont les côtés se prolongent sensiblement ; écailles entr'ouvertes d'un marron noirâtre.
Pousses d'été jaunâtres à leur base, jaunâtres à leur sommet bien recouvert d'un duvet blanchâtre et cotonneux.
Feuilles des pousses d'été petites ou presque moyennes, ovales à presque allongées, s'atténuant lentement pour se terminer régulièrement par une pointe longue et aiguë, bien repliées sur leur nervure médiane et bien arquées, bardées de dents très peu profondes, émoussées et souvent inappréciables, soutenues horizontalement par des pétioles de longueur moyenne et bien redressés.
Stipules de moyenne longueur, filiformes.
Feuilles stipulaires toujours manquantes.
Boutons à fruits, petits, courts, un peu anguleux et un peu obtus, écailles marron foncé, largement bordées d'un gris blanchâtre.
Fleurs moyennes, quelquefois semi-doubles, pétales ovales tronqués à leur sommet.
L'arbre produit une excellente poire de table.

### Description du fruit
Le fruit est moyen, piriforme-ventru ou turbiné-piriforme.
La chair est blanche, fine sucrée, juteuse et très bonne.

### Maturité
De mi-septembre à mi-octobre.

## Culture
Cette variété ne se développe bien qu'en forme de plein vent, greffée sur tige.
Ce poirier est assez vigoureux et fertile.